# 数理心理学
数理心理学（英語：mathematical psychology）は、数学を使ってモデル化などを試みる心理学の分野。実験で観察される現象のモデル化や、測定などを扱う。厳密な線引きは不可能であるが、統計処理法の考案などは計量心理学と呼ばれることが多い。
使われる数学概念は多岐にわたるが、例えば微分方程式、代数学、ゲーム理論、コンピュータシミュレーションなどがある。19世紀の精神物理学から近年のニューラルネットなどまで様々に研究されている。
専門誌としてJournal of Mathematical Psychologyなどがある。